# Волошкань
Волошкань, Волошкані (рум. Voloșcani) — село у повіті Вранча в Румунії. Входить до складу комуни Відра.
Село розташоване на відстані 177 км на північ від Бухареста, 32 км на північний захід від Фокшан, 146 км на південь від Ясс, 102 км на північний захід від Галаца, 106 км на схід від Брашова.

## Населення
За даними перепису населення 2002 року у селі проживали 373 особи, з них 372 особи (99,7%) румунів. Рідною мовою 372 особи (99,7%) назвали румунську.